# Joseph Paul-Boncour
Joseph Paul-Boncour (Saint-Aignan, 1873. augusztus 4. – Párizs, 1972. március 28. ) francia politikus, a Harmadik Francia Köztársaság 72. miniszterelnöke, Franciaország állandó küldötte a Nemzetek Szövetségében.

## Pályafutása
Jogot tanult Párizsban. A Revue socialiste folyóirat olvasásakor felfedezte az idealista szocializmust, de a túldoktrinált, vadul egyházellenes és antimilitarista szocialista pártok nem vonzották. Közjogot és politikai gazdaságtant tanult ügyvédi gyakorlata alatt. Néhány barátjával jogi tanácsadó szolgálatot hozott létre a párizsi állásbörzén, amely a sztrájkolókat látta el tanácsokkal. Kapcsolatba lépett a szakszervezeti mozgalommal is. A gazdasági föderalizmus című doktori disszertációját az egyén és a szakmai csoportok kapcsolatáról írta, s amelyhez Pierre Waldeck-Rousseau írt előszót.
1906-ban Clemenceau miniszterelnöksége idején René Viviani munkaügyi miniszter kabinetfőnöke volt. 1909-ben Loir-et-Cher megye parlamenti képviselőjévé választották. 1911. március 2-án Ernest Monis kormányában a munkaügy és a társadalombiztosítás minisztere. Törvénytervezetet készített a nyugdíjakról, és a Monis-kormány bukása után is a nyugdíjtörvény parlamenti elfogadtatásán dolgozott. 1914-ben a háború kitörésekor hadba vonult, képviselői mandátumát elvesztette. A fronton szerzett tapasztalatai meggyőzték arról, hogy csak egy európai vagy világméretű szervezet tudja megakadályozni a háborúk kitörését. Úgy gondolta, a szocialista pártok és a Nemzetközi Munkásszövetség tudná létrehozni ezt a szervezetet. 1916-ban csatlakozott a Nemzetközi Munkásszövetség Francia Szekciójához (SFIO).
1919-ben Seine megye parlamenti képviselőjévé választották. A háború után ügyvédként dolgozott, a meggyilkolt Jean Jaurès családját képviselte a Raoul Villain elleni perben. 1920–23 között a Floréal hetilapot igazgatta. 1924-ben Tarn képviselőjévé választották. A parlamentben a hadügyi és külügyi bizottságok munkájában vett részt. 1924-ben a francia delegáció tagjaként vett részt a Nemzetek Szövetségének ülésén, és ezt követően folyamatosan képviselte Franciaországot a szervezetben. Megfigyelőként vett részt a nemzetközi konfliktusok békés rendezésében. Ügyvédként gyakran jelent meg Hágában, a Nemzetközi Bíróság elődjében, az Állandó Nemzetközi Bíróságon. 1931-ben konfliktusba került pártjával a fegyverkezéshez szükséges hitelek miatt,  kilépett az SFIO-ból, és csatlakozott a Parti républicain-socialiste-hez.

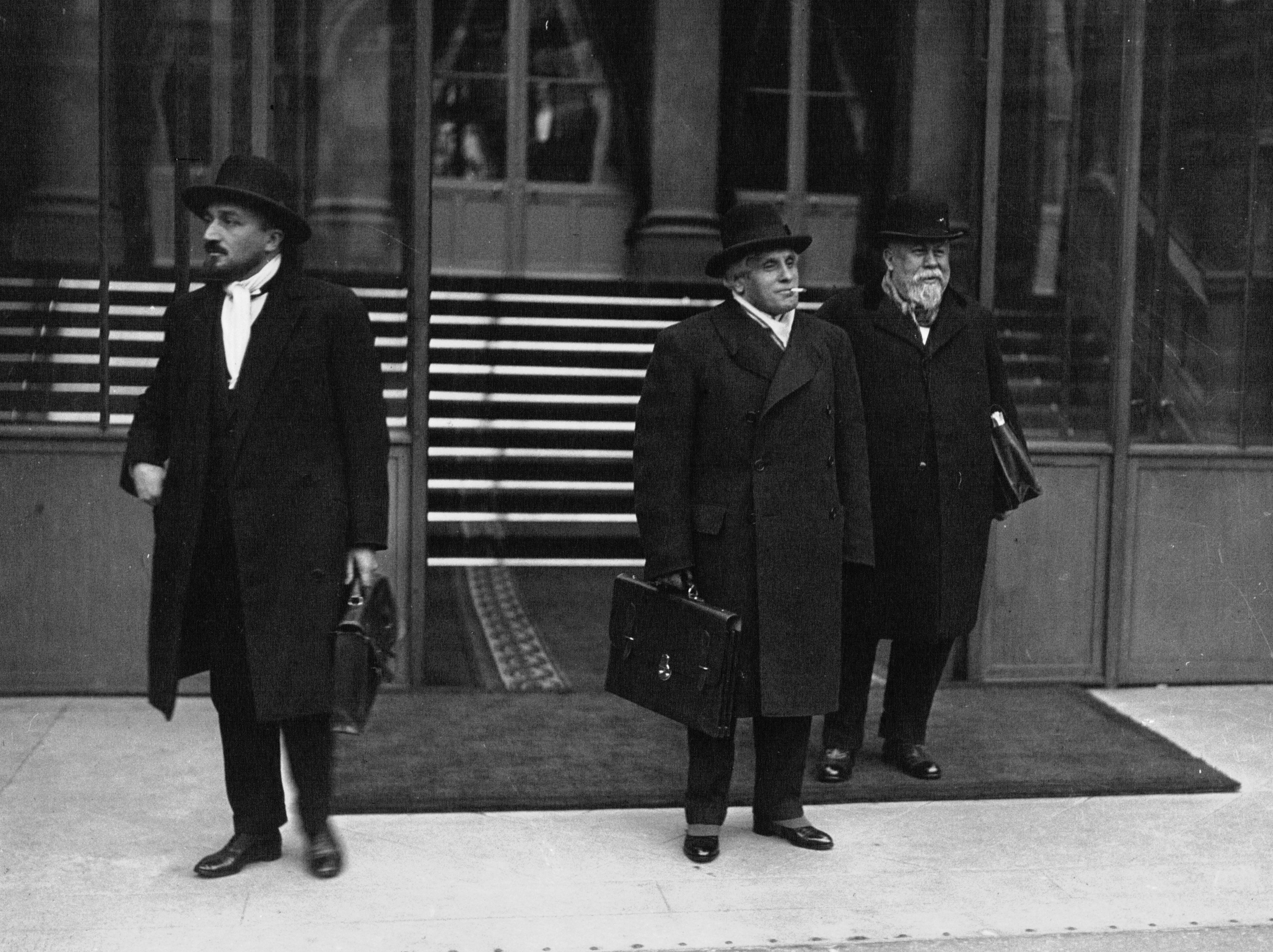
középen Joseph Paul-Boncour (1933)

1931-ben Loir-et-Cher szenátora, Édouard Herriot harmadik kormányában hadügyminiszter 1932. június 3. és december 18. között. Herriot lemondása után Albert Lebrun köztársasági elnök  kormányalakításra kérte fel 1932. december 18-án, és a külügyi tárcát is megtartotta. A kormány 1933. január 31-én megbukott, de Paul-Boncour a külügyminisztérium élén maradt 1934. január 30-ig Édouard Daladier első kormányában, Albert Sarraut kormányában, végül Camille Chautemps második kormányában. Léon Blum második kormányában újra külügyminiszter 1938. március 13. és április 10. között.
1940-ben 25 politikus társa mellett nem szavazta meg Pétain alkotmányozó hatalmát. A Loir-et-Cher-ben fekvő birtokán haladt át a demarkációs vonal. Számos ellenállót segített át a szabad zónába a háború alatt. 1944. június 6-án a Gestapo le akarta tartóztatni, de időben elmenekült, és csatlakozott az ellenállókhoz Lot megyében. A felszabadulás után visszatért az SFIO-ba. 1946-ban részt vett azon a konferencián San Franciscóban, ahol aláírták az ENSZ Alapokmányát. 1951-ben vonult vissza a politikai életből.

## Kapcsolódó szócikk
- Franciaország miniszterelnökeinek listája